# Preinsbach
Preinsbach ist ein Ort und eine Katastralgemeinde der Stadtgemeinde Amstetten in Niederösterreich.

## Geografie
Das Dorf liegt nordöstlich von Amstetten, besteht im Kern aus mehreren Vierkanthöfen und ist über die Landesstraße L6018 erreichbar.

## Gliederung
Zur Katastralgemeinde gehören auch der Stadtteil Eisenreichdornach, der Weiler Koplarn und die Rotte Schimming.

## Geschichte
Im Franziszeischen Kataster von 1822 sind der Ort und die umliegenden Siedlungen zum damaligen Stand sichtbar, denn die westlichen Ortsteile sind mittlerweile mit Amstetten zusammengewachsen.
Der Bahnhof von Amstetten lag ursprünglich im Gemeindegebiet, er kam mit der Eingemeindung von Preinbach 1883 zu Amstetten.
Laut Adressbuch von Österreich waren im Jahr 1938 in der Ortsgemeinde Preinsbach ein Gärtner, ein Gastwirt, ein Obst- und Gemüsehändler und einige Landwirte mit Direktvertrieb ansässig.

## Kultur und Sehenswürdigkeiten
- Katholische Filialkirche Eisenreichdornach hl. Agatha

## Persönlichkeiten
- Josef Grim (1860–1948), österreichischer Landwirt und christlichsozialer Politiker
- Johann Heuras (* 1957), ehemaliger Landesrat in Niederösterreich (ÖVP), Präsident des niederösterreichischen Landesschulrates (Bildungsdirektor)